# Pseudinca bouyeri
Pseudinca bouyeri är en skalbaggsart som beskrevs av Beinhundner 2006. Pseudinca bouyeri ingår i släktet Pseudinca och familjen Cetoniidae. Inga underarter finns listade i Catalogue of Life.